# David Diamond
David Leo Diamond (født 9. juli 1915 i Rochester, New York, død 13. juni 2005 i Brighton, New York) var en amerikansk komponist. Han studerede komposition på Cleveland Institute of Music og Eastman School of Music. Han modtog undervisning hos Roger Sessions i New York og hos Nadia Boulanger i Paris. Diamond komponerede i tonal og modal stil. Han har skrevet 11 symfonier, 3 violinkoncerter, 10 strygekvartetter og kammermusik. Hans mest kendte værk er Rounds for strygere (1944). Han hører til sin generations førende komponister.

## Udvalgte værker
- Symfoni nr. 1 (1940) - for orkester
- Symfoni nr. 2 (1942–1943) - for orkester
- Symfoni nr. 3 (1945) - for orkester
- Symfoni nr. 4 (1945) - for orkester
- Symfoni nr. 5 (1947–1964) - for orkester
- Symfoni nr. 6 (1951) - for orkester
- Symfoni nr. 7 (1957) - for orkester
- Symfoni nr. 8 (1958–1960) - for orkester
- Symfoni nr. 9 (1985) - for orkester
- Symfoni nr. 10 (1987, Rev. 2000) - for orkester
- Symfoni nr. 11 (1989–1991) - for orkester
- Koncertstykke (1939) - for stort orkester
- "Runder" (1944) - for strygeorkester
- "Elegi til minde om Maurice Ravel" (1937) - for orkester
- 3 Violinkoncerter (1937, 1947, 1976) - for violin og orkester
- 10 Strygekvartetter (1940-1968)
- "TOM" (1936) - ballet

1. ↑  Navnet er anført på engelsk og stammer fra Wikidata hvor navnet endnu ikke findes på dansk.
2. ↑  Navnet er anført på engelsk og stammer fra Wikidata hvor navnet endnu ikke findes på dansk.